# Kanton Kingersheim
Kingersheim is een kanton van het Franse departement Haut-Rhin. Het kanton maakt deel uit van het arrondissement Mulhouse.
Het kanton werd op 22 maart 2015 gevormd uit de gemeenten Kingersheim, Lutterbach, Pfastatt, Reiningue en Richwiller, die werden overgeheveld van het kanton Wittenheim, en Galfingue, Heimsbrunn en Morschwiller-le-Bas, die deel hadden uitgemaakt van het op die dag opgeheven kanton Mulhouse-Sud.

## Gemeenten
Het kanton Kingersheim omvat de volgende gemeenten:
- Galfingue
- Heimsbrunn
- Kingersheim
- Lutterbach
- Morschwiller-le-Bas
- Pfastatt
- Reiningue
- Richwiller